# Gesamtanlage Maria Plain

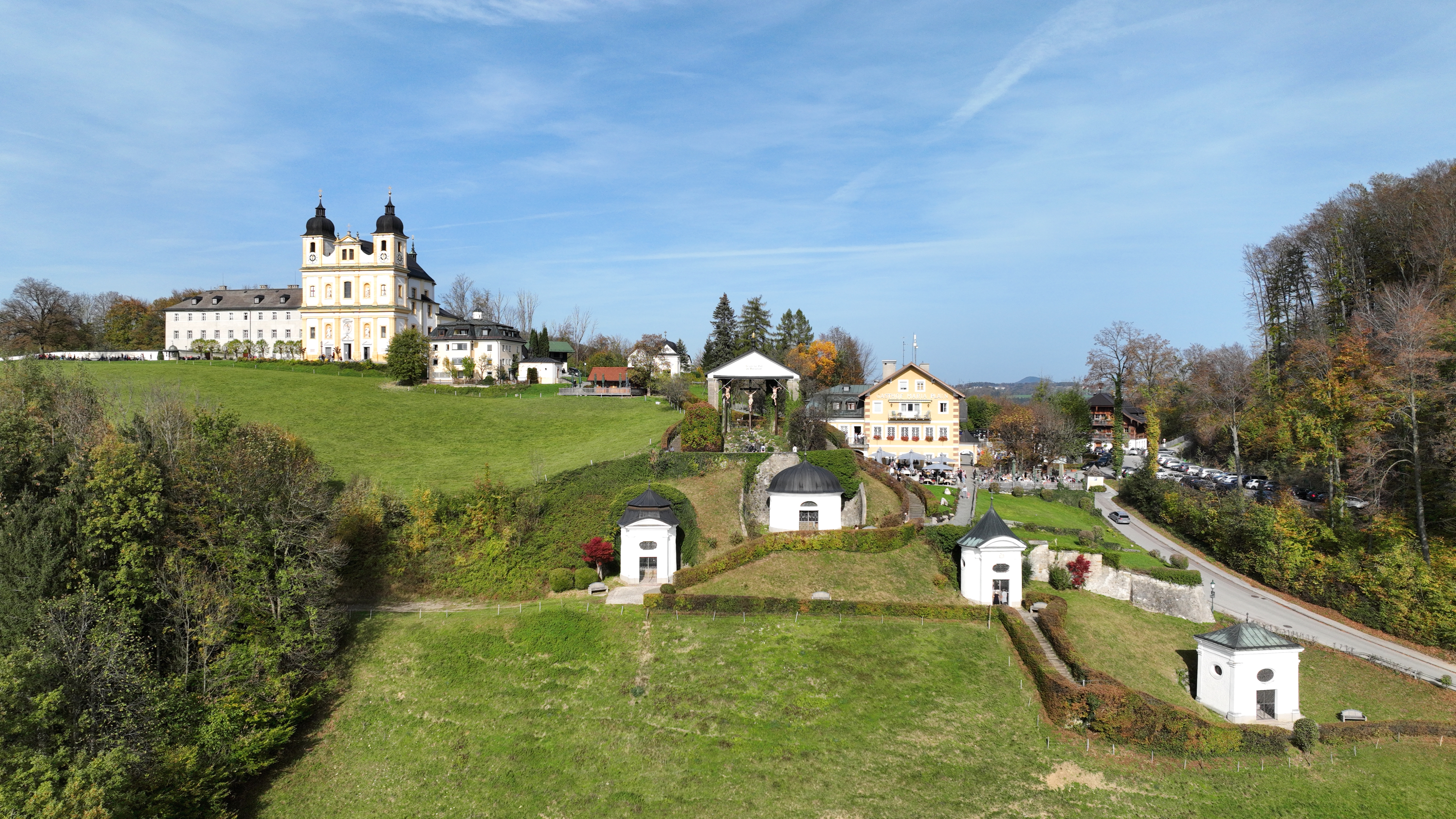
Links das Superioratsgebäude, mittig die Wallfahrtskirche, rechts vorgelagert die Kalvarienberganlage

Die Gesamtanlage Maria Plain bzw. Wallfahrtsstätte Maria Plain befindet sich nördlich der Stadt Salzburg in der Gemeinde Bergheim.

## Architektur
Die Wallfahrtskirche Maria Plain bildet mit den umliegenden Gebäuden und Kapellen ein geschlossenes barockes Bauensemble. Die Gesamtanlage steht unter Denkmalschutz (Listeneintrag).
Die einzelnen historischen Bauwerke sind:
- Wallfahrtskirche Maria Plain
- Superioratsgebäude im Westen der Kirche
- Ursprungskapelle östlich der Kirche
- fünf Calvarienbergkapellen (samt Kreuzigungsgruppe) am Pilgerweg zur Kirche
- Schmerzenskapelle (mit Pieta)
- Heilig-Grab-Kapelle südöstlich der Wallfahrtskirche
- Alter Wallfahrtsweg mit 15 +1 Geheimnissäulen auf dem Weg nach Maria Plain, welcher in der Elisabethstraße Nr. 1 beginnt (Nähe Salzburg Hauptbahnhof).
- Säule auf einem hohen Sockel vor dem Hauptportal mit Figur des Hl. Benedikt

## Naturschutz
Das Bauensemble steht in einem Landschaftsschutzgebiet. Hier finden sich auch zwei Naturdenkmälern: die „Linde bei der Plainkirche“ und die „Baumgruppe Maria Plain“ neben dem Gasthof Plainlinde.